# KildClient
KildClient je MUDový klient založený na knihovně GTK+, poskytovaný pod svobodnou licencí GPL. Původně byl určen pro unixové platformy využívající X Window System (Linux, BSD, Mac OS, Solaris aj.), avšak dnes k dispozici též pro Windows. Jeho autorem je Eduardo M. Kalinowski.

## Systémové požadavky
KildClient je založen na programových knihovnách GTK+, které jsou standardně k dispozici v operačních systémech unixového typu, využívajících grafický X Window System (typicky Linux, BSD, Mac OS, Solaris). Linuxové distribuce pracující s instalačními repozitáři (Fedora, Debian, Ubuntu) do nich KildClient standardně zahrnují. K dispozici je rovněž verze pro Microsoft Windows, vyžadující instalaci knihovny ActivePerl a buď instalaci knihoven GTK+, nebo aspoň runtime modulu GTK+.

## Charakteristika
KildClient umožňuje telnetové spojení s oddělenou příkazovou řádkou, ovšem na rozdíl od jednoduchých telnetových klientů dává uživatelům k dispozici širokou škálu nastavení vstupu a výstupu a řadu funkcí, které mohou usnadnit hraní MUDu, jako jsou vstupní zkratky, klávesové zkratky, triggery, načasované vykonávání příkazů, souběžné relace, obarvování výstupu, inkrementální prohledávání dosavadního výstupu či automatické sledy příkazů. Díky podpoře skriptování v Perlu a schopnosti spolupracovat s externími programy jsou možnosti programu takřka libovolně rozšiřitelné.